# زایگلر (ایلینوی)
زایگلر، ایلینوی (به انگلیسی: Zeigler, Illinois) یک شهر در ایالات متحده آمریکا با جمعیت ۱٬۶۶۹ نفر است که در ایلی‌نوی واقع شده‌است.

## موقعیت جغرافیایی
موقعیت جغرافیایی شهرها و مناطق اطراف به شرح زیر است: